# Le Piège (film, 2007)
Pour plus de détails, voir Fiche technique et Distribution.
Le Piège (Клопка, Klopka) est un film serbe réalisé par Srdan Golubović, sorti en 2007.

## Fiche technique
- Titre : Le Piège
- Titre original : Клопка (Klopka)
- Réalisation : Srdan Golubović
- Scénario : Melina Pota Koljević et Srđan Koljević
- Direction artistique : Tijana Marić
- Costumes : Ljiljana Petrović
- Photographie : Aleksandar Ilić
- Montage : Marko Glušac et Dejan Urošević
- Musique : Mario Schneider
- Pays d'origine : Serbie
- Format : Couleurs - 35 mm - 1,85:1 - Dolby Digital
- Genre : drame, thriller
- Durée : 106 minutes
- Dates de sortie :
  -  Allemagne : 12 février 2007 (Berlinale 2007)
  -  Serbie : 23 février 2007

## Distribution
- Nebojša Glogovac : Mladen
- Nataša Ninković : Marija
- Anica Dobra : Jelena
- Miki Manojlović : Kosta Antić
- Marko Djurović : Nemanja
- Dejan Čukić : Ivković
- Bogdan Diklić (sr) : docteur Lukić
- Mladen Nelević : Marko
- Boris Isaković : Moma

## Distinctions

### Récompenses
- Festival international du film de Wiesbaden 2007 : prix du meilleur réalisateur et prix FIPRESCI

### Sélections
- Berlinale 2007 : sélection en section Forum
- Festival international du film de Toronto 2007 : sélection en section Contemporary World Cinema